# Comté de Camden (Missouri)
Pour les articles homonymes, voir Comté de Camden.
Le comté de Camden  (Camden County) est un comté du Missouri aux États-Unis. Le siège du comté se situe à Camdenton. Le comté fut créé en 1841 sous le nom de "Kinderhook County" et renommé en 1843 en hommage au lord chancelier Charles Pratt, 1st Earl Camden.  Au recensement de 2000, la population était constituée de 37.051 individus. 

## Géographie
Selon le bureau du recensement des États-Unis, le comté totalise une surface 1.836 km² dont 139 km² d’eau. 

### Comtés voisins
| Comté de Benton  | Comté de Morgan | Comté de Miller  |
| Comté de Hickory | comté de Camden | Comté de Pulaski |
| Comté de Dallas  |                 | Comté de Laclede |

### Routes principales
- U.S. Route 54
- Missouri Route 5
- Missouri Route 7

## Démographie
Selon le recensement de 2000, sur les 37 051 habitants, on retrouvait 15 779 ménages et 11 297 familles dans le comté. La densité de population était de 22 habitants par km² et la densité d’habitations (33 470 au total)  était de 20 habitations par km². La population était composée de 97,68 % de blancs, de 0,49 % d’amérindiens de 0,29 % d’asiatiques et de 0,26 % d’afro-américains.
23,80 % des ménages avaient des enfants de moins de 18 ans, 61,8 % étaient des couples mariés. 20,3 % de la population avait moins de 18 ans, 6,1 % entre 18 et 24 ans, 23,3 % entre 25 et 44 ans, 31,4 % entre 45 et 64 ans et 19,0 % au-dessus de 65 ans. L’âge moyen était de 45 ans. La proportion de femmes était de 100 pour 100 hommes.
Le revenu moyen d’un ménage était de 35.840 dollars.

## Villes et cités
| - Branch - Camdenton - Climax Springs - Hurricane Deck - Kaiser - Lake Ozark - Linn Creek - Macks Creek - Montreal | - Osage Beach - Richland - Stoutland - Sunrise Beach | - Village of Four Seasons |